# インスタント・カーマ
「インスタント・カーマ」(英語: Instant Karma!)は、1970年にジョン・レノンがプラスティック・オノ・バンド名義で発表したシングルである。レノンがこの名義で発表した最後の楽曲に当たる。

## 概要

### 経緯
1970年1月、レノンとオノ・ヨーコはデンマークのオールボーに1ヶ月ほど滞在して、新年を過ごしたほか、ヨーコの元夫である映像作家のアンソニー・コックスと彼の妻メリンダ・ケンダール、ヨーコとコックスの間の娘に会った。
二人はコックス夫妻と自分の行動の因果関係が生涯に渡ってではなく即時に生じるという「インスタント・カーマ」、所謂「業」を語り合った。レノンは1980年のインタビューで次のように語った。
二人は帰国する5日前に「新時代」を記念して肩まであった髪を剃り落とし、1月25日に帰国した。27日、レノンは自宅で目を覚ました直後にアイデアを発展させ、ピアノで本曲の作曲を開始して、1時間程度で終了させた。彼は直ぐにレコーディングしたいと考え、ジョージ・ハリスン、偶然ロンドンにいたフィル・スペクターに電話をかけ、EMIレコーディング・スタジオを午後から予約した。彼は同年のインタビューで「作業部屋に行って何度も歌った。そこで『よし、やろう』と決めたんだ。そこからスタジオを予約した」と語っている。

### レコーディング
スタジオにはハリスンの他、クラウス・フォアマン、ビリー・プレストン、アラン・ホワイトなど豪華な顔触れが集結した。夕方にリハーサルを終えた後、スペクターが遅れて到着して、音に厚みを出すためシンバルの音量やピアノの音を増やすといったことを指示した。
スペクターの「どんな感じにしたい？」という質問に対し、レノンは「1950年代みたいな感じさ！」と彼に注文を出した。本曲には1950年代のサン・レコードの作品と同様のエコーが使用された。フォアマンはインタビューで「彼が（録音後に）プレイバックをオンにしたとき、それは信じられないものだった。まず音量がとんでもなく大きい。そして全ての楽器の音が鳴り響き、曲に動きが出ているんだ。自分が演奏した音とコントロールルームの音との違いを初めて体験して圧倒されたんだ。そして僕はすぐにフィル・スペクターが誰なのか分かったんだ」と語っている。
作家のブルース・スパイザーによると、オーバーダビング前の編成は、レノン（ボーカル、アコースティック・ギター）、ハリスン（エレクトリック・ギター）、プレストン（オルガン）、フォアマン（ベース）、ホワイト（ドラムス）だった。その後、スペクターの「ウォール・オブ・サウンド」を完成させるため、レノンはピアノを、ハリスンとホワイトは別のピアノを、フォアマンはエレクトリック・ピアノをオーバーダビングした。さらにマル・エヴァンスがチューブラーベル、ホワイトが籠もったドラムスをオーバーダビングした。またスタジオ近くのバー「スピーク・イージー・クラブ」の常連客が、ハリスンの歌唱指導の下でコーラスに参加した。
レノンとスペクターはベースの音について意見が合わなかったが、レノンはスペクターの仕事を大いに喜んでいた。スペクターの伝記作家であるリチャード・ウィリアムスは「スペクターはエコーを使用し、ドラムスを大理石の板の上で誰かが濡れた魚を叩くように反響させ、声を空虚で暗く響かせた」と語っている。スペクターはロサンゼルスのスタジオでストリングスをオーバーダビングしようと意見したが、レノンは断った。

### リリース
作詞作曲、レコーディング、ミキシング含め僅か1日で終了。およそ10日後の2月6日に発売された。B面はオノ・ヨーコ作の曲「誰が風を見た」。本曲はプラスティック・オノ・バンドの単独名義で発表された最後の楽曲になった。

### プロモーション
同年2月11日、レノンとヨーコはイギリスのBBCの音楽番組『トップ・オブ・ザ・ポップス』の撮影に参加した。ホワイト、フォアマン、エヴァンス、BPファロンが当て振りのバック・バンドとして参加。レノンはジェフ・エメリックが準備した楽器トラックのミックスをバックに本曲の生歌唱を披露した。この映像は翌12日と19日に放送された。

## クレジット
- ジョン・レノン - リード・ボーカル、アコースティック・ギター、ピアノ、バッキング・ボーカル
- ビリー・プレストン -ハモンドオルガン、バッキング・ボーカル
- クラウス・フォアマン - ベース、エレクトリックピアノ、バッキング・ボーカル
- アラン・ホワイト - ドラムス、ピアノ、バッキング・ボーカル
- ジョージ・ハリスン - エレクトリック・ギター、ピアノ、バッキング・ボーカル
- オノ・ヨーコ - バッキング・ボーカル
- マル・エヴァンズ - チューブラーベル、ハンドクラップ（英語版）、バッキング・ボーカル
- アラン・クレイン他 - バッキング・ボーカル
- （演奏者不明） - タンバリン

## チャートとレセプション
| Chart (1970)                        | Peak position |
| ----------------------------------- | ------------- |
| Australian Go-Set National Top 40   | 5             |
| Austrian Ö3 Austria Top 40          | 4             |
| Belgian Ultratop Singles (Wallonia) | 4             |
| Canadian RPM 100                    | 2             |
| Dutch MegaChart Singles             | 7             |
| Irish Singles Chart                 | 3             |
| Japanese Oricon Singles Chart       | 58            |
| New Zealand Listener Chart          | 4             |
| Norwegian VG-lista Singles          | 9             |
| Swedish Kvällstoppen Chart          | 4             |
| Swiss Hitparade                     | 9             |
| UK Singles Chart                    | 5             |
| US Billboard Hot 100                | 3             |
| US Cash Box Top 100                 | 3             |
| West German Media Control Chart     | 7             |

| Chart (1992)         | Peak position |
| -------------------- | ------------- |
| Swiss Singles Top 75 | 31            |

| Chart (1970)                 | Rank |
| ---------------------------- | ---- |
| Canadian RPM Top 100         | 21   |
| Netherlands (Single Top 100) | 81   |
| US Billboard Year-End        | 34   |
| US Cash Box                  | 20   |

| 国/地域                    | 認定 | 認定/売上数 |
| -------------------------- | ---- | ----------- |
| アメリカ合衆国 (RIAA)      | Gold | 1,000,000^  |
| ^ 認定のみに基づく出荷枚数 |      |             |

## 収録アルバム
- 決定盤ジョン・レノン〜ワーキング・クラス・ヒーロー
- シェイヴド・フィッシュ〜ジョン・レノンの軌跡
- ライヴ・イン・ニューヨーク・シティ
- レノン・レジェンド〜ザ・ヴェリー・ベスト・オブ・ジョン・レノン
- アメリカvsジョン・レノン
- ザ・ヒッツ〜パワー・トゥ・ザ・ピープル
- ギミ・サム・トゥルース.

## ライブ・パフォーマンス
1972年8月30日には、マディソン・スクエア・ガーデンで開催された知的障害を持つ子供のためのチャリティー・コンサート『ワン・トゥ・ワン・コンサート』にて、本曲が披露された、この模様は1986年に発売されたライブ・アルバム『ライヴ・イン・ニューヨーク・シティ』や同名の映像作品に収録されている。